# Duda Mamberti
Eduardo Phillipe Mehr Mamberti, conhecido como Duda Mamberti (São Paulo, 10 de maio de 1966) é um ator brasileiro. É filho do ator e diretor Sérgio Mamberti e de Vivien Benvinda Mehr, irmão mais velho de Carlos e Fabrício Mamberti, e sobrinho de Cláudio Mamberti.

## Carreira

### Na televisão
- 2016 - Haja Coração - Ariovaldo Constantino Prado
- 2015 - Malhação - Sávio Chaves
- 2013 - Flor do Caribe - Dionísio (jovem)
- 2011 - A Vida da Gente - Seu Josias
- 2011 - Divã - homem que se encontra com Mercedes
- 2011 - Amor em Quatro Atos - Júlio
- 2010 - S.O.S. Emergência - Afrânio Gonzaga
- 2010 - Malhação ID - pai de aluno
- 2009 - Caminho das Índias - Dr. Marcos
- 2008 - Toma Lá, Dá Cá - Detetive Meira
- 2008 - Casos e Acasos - Dirceu
- 2007 - Sítio do Picapau Amarelo - Padre Benedito
- 2007 - Amazônia, de Galvez a Chico Mendes - Nassif
- 2004/2006 - Vila Maluca - Seu Valentino
- 2004 - A Diarista - Episódio "Mulheres Que Enchem o Saco Demais"
- 2004 - Carga Pesada - Episódio "Carga Maldita"
- 2003 - Linha Direta Justiça - Ivo (episódio "Caso Carlinhos")
- 2003 - Sítio do Picapau Amarelo - Damião
- 2001 - O Clone - Médico que faz o parto de Mel
- 1999 - Terra Nostra - Januário (Sócio de Francesco Magliano)
- 1998 - Torre de Babel - Carlito
- 1988 - Bebê a Bordo - Téo

## No Cinema
| Ano  | Título            | Personagem          | Notas                 |
| ---- | ----------------- | ------------------- | --------------------- |
| 1996 | Baile Perfumado   | Benjamin Abrahão    |                       |
| 1998 | Como Ser Solteiro | Homem de Terno      |                       |
| 2000 | Amélia            | Lano                |                       |
| 2006 | Tapete Vermelho   | Turco do Mercadinho | Participação especial |
| 2009 | Divã              | Padre               | Participação especial |
| 2024 | Silvio            | Manuel de Nóbrega   |                       |